# Krašić
Krašić es un municipio de Croacia en el condado de Zagreb.

## Geografía
Se encuentra a una altitud de 154 m s. n. m. a 50,8 km de la capital nacional, Zagreb.

## Demografía
En el censo 2011, el total de población del municipio fue de 2 815 habitantes, distribuidos en las siguientes localidades:
- Barovka - 20
- Begovo Brdo Žumberačko - 14
- Brezarić - 285
- Brlenić - 215
- Bukovica Prekriška - 34
- Careva Draga - 5
- Čunkova Draga - 24
- Dol - 179
- Donje Prekrižje - 50
- Gornje Prekrižje - 50
- Hrženik - 117
- Hutin - 117
- Jezerine - 37
- Konjarić Vrh - 18
- Kostel Pribićki - 53
- Krašić - 634
- Krnežići - 35
- Krupače - 60
- Kučer - 37
- Kurpezova Gorica - 10
- Medven Draga - 30
- Mirkopolje - 103
- Pećno - 10
- Pribić - 302
- Pribić Crkveni - 178
- Prvinci - 8
- Radina Gorica - 17
- Rude Pribićke - 21
- Staničići Žumberački - 2
- Strmac Pribićki - 119
- Svrževo - 28
- Vranjak Žumberački - 3